# زووز
زووز (به لهستانی:  Zwóz) یک روستا در لهستان است که در گمینا دوبروجنگ واقع شده‌است.